# Traiania arairensis
Traiania arairensis is een hooiwagen uit de familie Zalmoxioidae.